# I’m Checkin’ Out
I’m Checkin’ Out ist ein für den Film Grüße aus Hollywood (1990) von Shel Silverstein geschriebener Filmsong. Das Lied wurde von Meryl Streep interpretiert. Silverstein wurde für das Lied 1991 für den Oscar für den besten Filmsong und für den Golden Globe nominiert.
In dem Film wird das Country-Lied über das Überwinden von Liebeskummer zum Ende von Streep in der Rolle der Suzanne gesungen. Sie spielt die Tochter eines ehemaligen Showstars (Shirley MacLaine), die gerade eine Entziehungskur hinter sich gebracht hat und ein Leben lang im Schatten ihrer Mutter lebte. In der Szene, in der Streep I'm Checkin' Out singt, bereitet sie sich auf die Präsentation des Liedes auf einer Bühne vor. Zeigt Streep zu Beginn noch eine gewisse Unsicherheit, singt sie zum Schluss fester und spiegelt damit das im Laufe des Films gewonnene Selbstbewusstsein wider. Der Spontanapplaus ihrer Kollegen spielt dabei auf den Spontanapplaus an, den ihre Mutter früher im Film bei einer mehr oder weniger spontanen Gesangsdarbietung auf einer Party erhielt.
Bei der Oscarverleihung sang Reba McEntire das Lied. Unmittelbar zuvor starben acht ihrer Bandmitglieder bei einem Flugzeugabsturz.

## Auszeichnungen
- Oscar 1991: Bester Filmsong (Nominierung)[4]
- Golden Globes 1991: Bester Filmsong (Nominierung)[5]
- 20/20 Awards 2011: Best Original Song (Nominierung)[6]